# Tanoa Visawaqa
Ratú Tanoa Visawaqa (pronunciado βisaːˈɰaːŋɡa) (fallecido el 8 de diciembre de 1852) fue un jefe de Fiyi que ostentó el título de quinto Vunivalu de Bau. Con Adi Savusavu, una de sus nueve esposas, fue el padre del Ratú Seru Epenisa Cakobau, quien logró unificar Fiyi con la ayuda de los misioneros británicos y la corona para formar el Fiyi actual.

## Instalación
El hijo del Ratú Banuve Baleivavalagi, 3er. Vunivalu de Bau y su segunda esposa, Roko Lewasaki. Fue el padre del primer Tui Viti aclamado, Ratú Seru Epenisa Cakobau, Ratú Tanoa fue instalado como Vunivalu tras la muerte de su hermano mayor Ratú Naulivou Ramatenikutu, quien estuvo involucrado en una feroz lucha de poder contra el Roko de Tui Bau, Ratú Raiwalui, lo que condujo a su muerte.
La idea de un Tui Viti fue concebida por los británicos en su esfuerzo por solidificar la garantía para el pago de una deuda en la quema de un corsario estadounidense en Nukulau durante el reinado de su hijo Seru.

## Las Guerras de Bau
La isla de Bau fue quemada tres veces, antes de que Nailatikau la ocupara.
A medida que la animosidad se intensificó, Ratú Tanoa se vio obligado a exiliarse, primero en la isla de Koro y luego en Somosomo en Taveuni, donde permaneció hasta que su hijo, Ratú Seru Epenisa Cakobau, lideró una tradición familiar de golpe de estado en 1837, reinstalando a su padre como Vunivalu hasta su muerte en 1852, con lo cual Cakobau heredó el título. Tuvo 9 esposas (6 de las cuales fueron estranguladas hasta la muerte en diciembre de 1852); entre sus descendientes estaban Ratú Tubuanakoro y Ratú Seru Epenisa Cakobau.

## El Quemador de Barcos
Fue antes de su exilio que Tanoa fue llamado Tanoa "Visawaqa" por su sangrienta campaña y asesinato del Roko Tui Bau, Ratú Raiwalui. Prendió fuego a las canoas de guerra de los guerreros del Roko Tui Bau, y a partir de entonces se llamó Tanoa. "Quemador de barcos", o en sentido figurado, "asesino excesivo", aunque Ratú Naulivou envió a su hermano Tanoa en la misión de castigar a Roko Tui Bau y a sus seguidores, no esperaba el baño de sangre que seguiría, y las acciones de Tanoa preocuparon mucho a su familia.